# بودا أميتابها الجالس (بلغكسا)
تمثال بودا أميتابها الجالس في معبد بلغكسا (بالكورية: 불국사 금동아미타여래좌상) هو الكنز الوطني الكوري رقم 27 واختير كذلك في سنة 1962.